# Parahydromys asper
Parahydromys asper  (Thomas, 1906) è l'unica specie del genere Parahydromys (Poche, 1906), endemica della Nuova Guinea.

## Etimologia
L'epiteto generico deriva dalla combinazione del prefisso Para-, vicino, e dal nome del genere Hydromys, con allusione alle caratteristiche comuni con i ratti d'acqua australiani, mentre il termine specifico deriva dalla parola latina asper, ruvido, ed è riferito alla particolare consistenza della pelliccia.

## Descrizione

### Dimensioni
Roditore di grandi dimensioni, con lunghezza della testa e del corpo tra 210 e 230 mm, la lunghezza della coda tra 234 e 275 mm, la lunghezza del piede tra 48,8 e 55 mm, la lunghezza delle orecchie tra 10,5 e 15 mm e un peso fino a 590 g.

### Caratteristiche craniche e dentarie
Il cranio è corto e largo e presenta un rostro corto e notevolmente allargato alla base, la scatola cranica è tondeggiante e le bolle timpaniche relativamente grandi. I fori palatali anteriori sono corti. I molari sono grandi ed hanno una caratteristica disposizione delle cuspidi a bacino.
Sono caratterizzati dalla seguente formula dentaria:

### Aspetto
La pelliccia è corta e ruvida. Le parti superiori sono grigio-brunastre, mentre quelle inferiori sono biancastre con una leggera tinta giallastra. Il muso è corto e largo, le vibrisse sono numerose e ispessite, quelle superiori sono nere mentre quelle inferiori sono bianche e ricoprono densamente il labbro superiore, il quale è rigonfio. Le orecchie sono piccole, arrotondate e bruno grigiastre.  Il dorso delle zampe è marrone chiaro. Il quinto dito del piede è ridotto e privo di artiglio, le piante sono lisce e fornite di sei cuscinetti carnosi. La coda è più lunga della testa e del corpo, è marrone scura con la parte terminale bianca, è densamente ricoperta di peli che diventano più lunghi verso l'estremità dove formano un piccolo ciuffo. Emette un particolare odore putrescente. Il Cariotipo è 2n=48 FN=52.

## Biologia

### Comportamento
È una specie terricola spesso frequente lungo i corsi d'acqua, dove costruisce le tane. Si muove lentamente e quando disturbata emette un caratteristico brusio modulato ritmicamente.

### Alimentazione
Si nutre di insetti, lombrichi, altri invertebrati e anche di radici e germogli di piante del genere Equisetum. 

### Riproduzione
Le femmine danno alla luce due piccoli alla volta.

## Distribuzione e habitat
Questa specie è endemica della Nuova Guinea.
Vive nelle foreste, ma anche nei parchi e nei giardini tra i 500 e 2.200 metri di altitudine.

## Conservazione
La IUCN Red List, considerato il vasto areale e la popolazione numerosa, classifica P.asper come specie a rischio minimo (Least Concern).